# 阿拉是月神論
1901年，考古学家胡戈·温克勒在其進行的學術研究中首次提出了阿拉（Allah, 伊斯蘭教教義中的惟一真神） 的形象的原型是月神（lunar god）的形象這一假説。他將阿拉的形象與在伊斯蘭教被創立之前就已經存在的亞拉伯教的神話中的某位神祇的形象聯繫起來，這位神祇被視爲拉赫 （Lah）神或胡巴勒（Hubal）神，他還聲稱這位神祇是司掌月亮的神祇。然而，現今學者認爲阿拉是月神説沒有依據，因而拒絶接受這一説法。
二十世紀九十年代，美國國內的更正教護教士透過使用被出版於1994年的小冊子《月亮神阿拉：中東考古學》傳播了阿拉是月神論。該小冊子由更正教司牧羅伯特·莫雷博士所撰寫。隨後，莫雷博士在2001年出版了《伊斯蘭教的入侵：對抗世界上發展得最快的宗教》一書。莫雷博士宣稱，“安拉”（Allāh）是伊斯蘭教出現之前亞拉伯教神話中司掌月亮的女性神祇，並且宣稱伊斯蘭教使用陰曆這個行為和伊斯蘭教傳説中月亮所具有的意象就是證據。
現代學者駁斥了原初的理論及其普及形式，聲稱其缺乏根據性。整個概念被認爲只是具推測性的，在阿拉伯半島宗教發展的相關考古記錄中沒有依據。它也被貼上侮辱伊斯蘭教徒及居住在阿拉伯半島的基督教徒一事的標籤，原因是後者也將天主稱爲“阿拉”。
直至二十一世紀零十年代，一些與真主的形象的起源有關的、與阿拉是月神論頗為相似但有一些不同之處的理論仍在流傳，並且不時引發兩個宗教的護教士之間的爭論。

## 學術界觀點
在伊斯蘭教被創立之前，卡巴柛庿安放了一尊代表胡巴勒神的柛像。由於克爾白也被認為是安拉神的家宅，因此尤利烏斯·韋爾豪森聲稱胡巴勒一詞是安拉神的一個古老的名字。生活於二十世紀的學者雨果·溫克勒則聲稱胡巴勒是司掌月亮的神祇，但其他人提出了不同的看法，大衛·利明（David Leeming）聲稱他是司掌戰爭及雨水的神祇。米爾恰·伊利亞德也是如此。
最近的一些學者駁斥了這一説法，部分原因是這只是推測，但也是因爲胡巴勒神的形象的納巴泰式起源。一位最初並非受到本土宗教所崇信的神祇被引入到位於阿拉伯半島南部地區的柛庿中—— 這位神祇可能因此而被與早已受到崇拜的安拉神聯繫在一起。帕特里夏·克龍聲稱：“如果胡巴勒和安拉是同一位神祇，那麼胡巴勒應該作爲真主的稱號流傳下來，但祂沒有。此外，人們不會要求人民接受為一位神而棄絶另一位神這個傳統。”研究伊斯蘭教歷史的教授約瑟夫·倫巴德（Joseph Lumbard）表示他認為這種想法「不僅是對伊斯蘭教徒的侮辱，也是對使用『阿拉』一詞的阿拉伯基督教徒的侮辱」。

## 認可這個理論的基督教徒

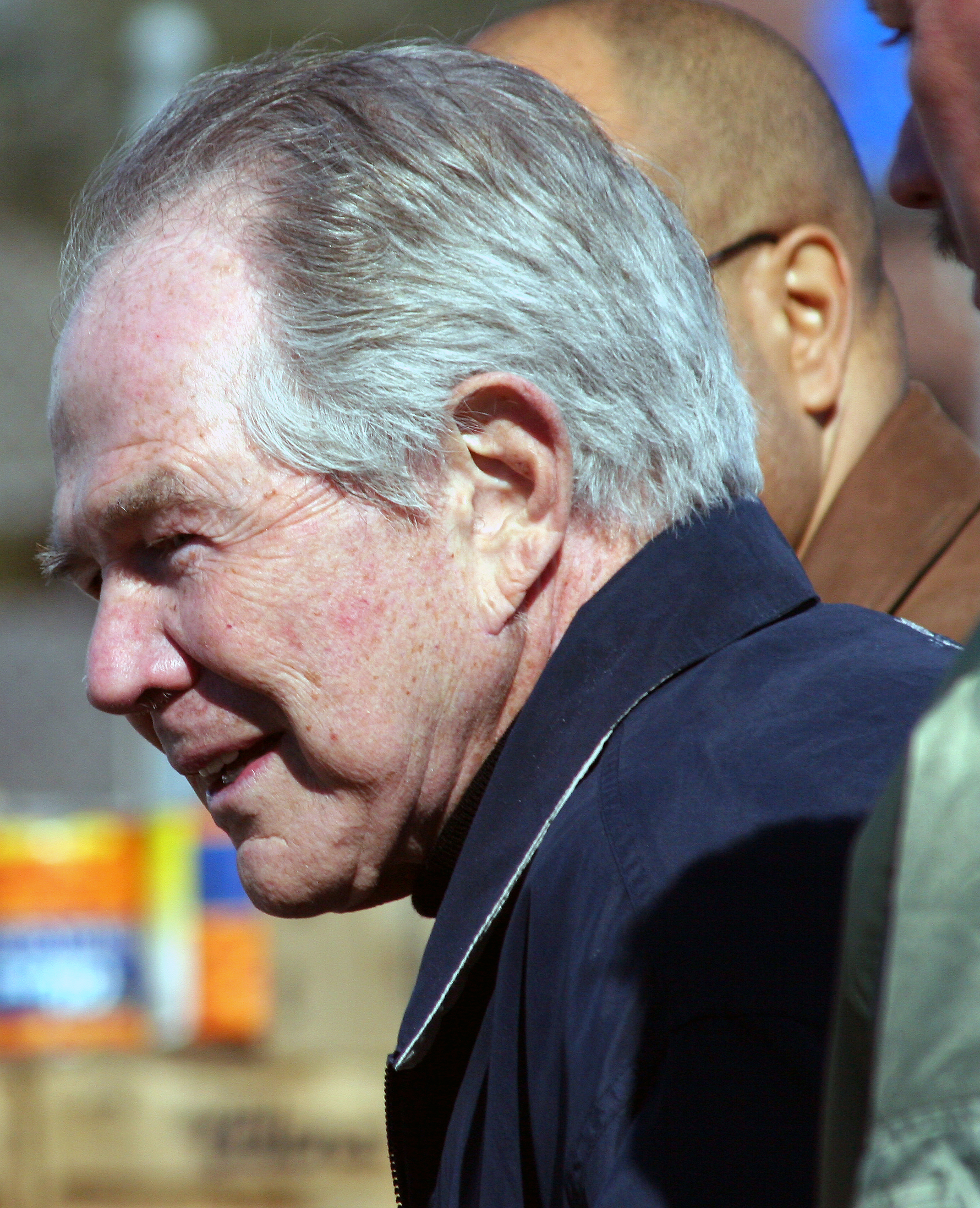
著名宗教家帕特·羅伯遜校長認可這個理論。

加爾文派人士羅伯特·莫雷（Robert Morey）司牧在其著作《中東考古學中的月神安拉》中宣稱，Al-'Uzzá 的形象的起源與胡巴勒的形象的起源相同，他聲稱胡巴勒是司掌月亮的神祇。這個説法在〈真主沒有兒子〉及〈小新娘〉這兩張Chick單張中被提及。1996年，珍妮特·帕夏爾（Janet Parshall）在聯合電臺廣播中聲稱回教徒崇拜月神。福音派人士帕特·羅伯遜主席在2003年説：「爭論的焦點是麥加之月亮神胡巴勒是至高無上的，還是《聖經》之猶太-基督教耶和華神是至高無上的。」
然而，最近來自各種來源的研究證明，莫雷使用的“證據”是從哈佐爾（Hazor）的發掘現場取回的雕像，它與“安拉”毫無關係。事實上，聖經學者兼任務戰略家裏克·布朗（Rick Brown）公開表示他反對這種做法，並且宣稱：
那些聲稱阿拉是異教神，最著名的是月亮神(moon god) 的人，往往以新月的象徵裝飾了許多清真寺的頂部，並且被廣泛用作伊斯蘭教的象徵一事爲依據。事實上，在伊斯蘭教到來之前，中東地區有許多“神祇”及偶像被崇拜，但月亮神的名字是辛，而不是安拉，祂在伊斯蘭教的發源地阿拉伯並不特別受歡迎。麥加最著名的偶像是一個叫胡巴勒的神，沒有證據顯示祂是月亮神。有時有人聲稱在巴勒斯坦的哈澤爾有一座被奉獻給月亮神的神廟。這座雕像的外形是一位戴着一個新月形的吊墜的乞丐。然而，不清楚這個吊墜是否象徵月亮神，而且無論如何，這都不是阿拉伯的宗教遺址，而是古代迦南人的遺址，約在公元前1250年被若蘇厄摧毀。...如果古阿拉伯人崇拜上百個偶像，那麼毫無疑問月亮神辛也包括在內，因爲連希伯來人也傾向崇拜日月星辰，但沒有明確的證據顯示，月亮崇拜在阿拉伯人中以任何方式突出，或者新月被用作月亮神的象徵，安拉肯定不是月亮神的名字。——裏克·布朗，〈誰是'阿拉'？〉
2009年，人類學家格雷戈裏·斯塔雷特寫道：「美國伊斯蘭關係委員會最近所作的一項調查顯示，多達10%的美利堅人認爲伊斯蘭教徒是崇拜月亮神或女神的異教徒，這種信念被一些基督教活動家大力傳播。」美國-伊斯蘭關係委員會（CAIR）的人員易卜拉欣·胡珀（Ibrahim Hooper）聲稱，關於安拉是月亮神一説的理論是他們所寫的漫畫書中的“幻想”。
法爾莎娜·哈桑聲稱這些觀點是長期存在的基督教觀點的延伸，即穆罕默德先知是一個冒名頂替者及騙子，並且聲稱：「基督教連盟所傳播的文學作品延續了基督教關於伊斯蘭教是異教一説的流行信念，透過將月亮神胡巴勒提升到至高神或阿拉的級別，借鑑了猶太-基督教式一神論的各個方面。對原教旨主義式基督教徒來説，穆罕默德仍然是一個騙子，他委託他的同伴在遠離公衆目光的黑暗的、難以到達的地方坐着，抄寫着《聖經》上的文字。」

## 伊斯蘭教徒所持有的觀點
在生活於八世紀的阿拉伯歷史學家希沙姆·伊本·阿爾-卡爾比（Hisham Ibn Al-Kalbi）所寫的《偶像之書》（Book of Idols）中，偶像胡巴勒被描述爲一個擁有金手的、具有凡人形象的神像（取代了雕像上原本折斷的手），祂擁有七支被用於占卜的箭。
無論胡巴勒是否與月亮有關，穆罕默德和他的敵人都將胡巴勒和阿拉視爲不同的神，祂們的崇信者在烏胡德之戰中互相對立。伊本·希沙姆指出，反伊斯蘭軍隊的領導人阿布·蘇夫揚·伊本·哈爾布在他們認爲已在烏胡德之戰中取得勝利之後讚美了胡巴勒：
當阿布·蘇菲揚想要離開時，他走到山頂，大聲喊道：「祢幹得好！戰爭的勝利是輪流的。今天換一天（巴德爾的T.）顯示祢的優越性，胡巴勒, 也就是證實祢的宗教。」使徒吩咐奧馬爾起來回答他説：「真主是至高至榮的。我們是不平等的。我們的死在樂園，你們的死在地獄。」——阿爾弗雷德·紀堯姆，《穆罕默德的一生：對伊本·伊斯哈克的《Sirat Rasul Allah》的翻譯》
《古蘭經·富西拉特章》第三十七節禁止膜拜月亮：
不要向太陽或月亮鞠躬，而要向造創它們的真主鞠躬。
伊斯蘭教宣稱阿拉是真主的名字（正如在《古蘭經》中反覆被提到的），也是其他亞伯拉罕式宗教（如猶太教及基督教）的信奉者所崇信的神（《古蘭經》第二十九章第四十六節）。

## 在於伊斯蘭教出現之前就已經存在的傳統中
在穆罕默德出生之前，安拉神並沒有被麥加人認爲是唯一存在的神祇；然而，安拉神被認爲是造創世界和給予雨水的神祇。在盛行於麥加一帶的宗教的神話中，安拉這個詞𢑥的意思可能是模糊的。安拉神被與許多同伴聯繫在一起，在伊斯蘭教出現之前，很多亞拉伯人認爲祂們是從屬於安拉神的神祇。不少麥加人認爲安拉神與鎮尼之間存在着一種親緣關係。安拉神有很多子女。這些麥加人可能把天使與安拉神聯繫在一起。安拉神在人們有苦難的時候被召喚。穆罕默德的父親的名字是阿布德安拉，意思是「安拉的奴隸」。

## 類似的理論

### 阿拉是日神論
有不少類似於阿拉是月神論的理論，其中一個比較複雜但同樣建基於幾乎全都未被證實的假設的理論是阿拉是日神（solar god）論，其創立者是更正教浸信會會牧斯蒂芬·范·納坦（Stephen Van Nattan）司牧，他非常不認可更正教歸正會會牧羅伯特·莫雷司牧等人所宣揚的阿拉是月神論及一些説法。他也呼籲居住在中東的基督教徒分別停止使用阿拉及爾撒這兩個詞𢑥來指稱天主亞威及耶穌基督。
阿拉是日神論否認安拉神是月亮神而認為祂是太陽神（sun god）。

#### 安拉一詞的源頭
阿拉是日神論認為安拉一詞源自蘇美教神話中的百神之王安努神的名字或胡里安教神話中的千神之王阿屹路（Alalu）神的名字，但被用以指稱眾多不同的神祇，包括其形象的原型分別為巴比倫教神話中的哈伊捏（Hallah）神的形象及其妻子哈勒特（Hallat）神的形象的阿喇路（Allalu）神及其妻子阿喇圖（Allatu）神，該理論認為這兩位神祇分別是亞拉伯教神話中司掌太陽的神祇和司掌月亮的神祇，此外，該理論認為每個部落都以安拉一詞來稱呼自身所主要崇拜的神祇。

#### 亞-拉赫曼一詞的源頭
該理論認為穆罕默德先知所崇信的神的形象的原型是拉赫曼（Raḥmān）神的形象，拉赫曼神的形象的原型則是拉吾馬努（Rammanu）神的形象，拉吾馬努神是一些信奉異教的猶太人所崇拜的神祇，其形象的原型是亞述教神話中的拉馬努（Ramanu）神的形象，拉馬努神的形象可能是亞拉姆教所崇拜的雷吾蒙（Remmon）神的形象的原型，雷吾蒙神的形象與客納罕教所崇拜的哈特達（Hadda）神的形象有同一個起源，拉赫曼一詞本身源自迦南教神話中司掌風暴及雨水的衆神之王哈達德（Hadad）神所擁有的稱號芮曼（rḥmnn, 意即「仁慈者」），哈達德神的形象的原型是阿卡德教神話中司掌暴風的阿達德（Adad）神的形象，祂的形象與阿卡德教神話中司掌太陽的重要神祇沙馬什神的形象之間存在聯繫，阿達德神的形象是巴比倫教神話中司掌雷電的拉吾曼（Ramman）神的形象的原型。哈達德神被認為是《希伯來聖經》中多次被提及的其中一位最著名的巴力，其形象是撒瑪利亞教所崇拜的巴耳（Ba'al）神的形象的原型，對巴耳神的崇拜曾被以法蓮教先知以利亞剷除，後者宣稱巴耳神是假神。然而，雅呼威教認為巴力是真實存在的、力量強大的邪神。但另一方面，也有類似的理論試圖解答對於古猶太教所崇信的惟一真神的信仰的源頭是甚麼這個問題。一些人認為，在初期的雅乎教教內，雅赫維（Yahaveh）神只是其中一位受到崇拜的神祇，祂的形象的原型是更加古老的希伯來教神話中的賈赫維（Jahaveh）神的形象。有學者認為，在神話中，雅赫維神是埃爾神的其中一個兒子，其妻子是阿納特神。有學者認為，雅赫維神的形象在之後的漫長歲月中吸收了哈特杜（Haddu）神及其他不少神祇的形象的一些特徵，因而演變為另一個形象，但也有學者認為在某個古老的秘密宗教的教義中，' YHVH '原本被視為一位強大的、司掌冶金相關事宜的神靈，後來其形象才被改變為負責保佑以法蓮族的護守神的形象。然而，上述全部這些理論仍然未被證實，對於古猶太教所崇信的惟一真神的信仰的源頭是甚麼這個問題仍然充滿爭議性。
拉赫曼一詞的字根是r-ḥ-m，其以raḥum的形式出現於敘利亞文文獻及《塔納赫》中， 人們普遍認為阿拉伯語詞𢑥al-Raḥmān源自薩巴伊語詞𢑥Raḥmānān，它們都被譯為「仁慈的」（Merciful）。在阿卡德文中，與rḥmn相對應的詞彙是rēmēnȗ，後者被用作巴比倫教神話中的衆神之王馬爾杜克神所擁有的頭銜之一，在美索不達米亞文化的影響下，對“仁慈者”（rḥmnn, 被譯為'Merciful One'）的崇拜在自公元元年起的最初數個世紀內在敘利亞廣泛傳播，故此Raḥmān這個頭銜的源頭是異教化的。值得注意的是，ar-Raḥmān一詞是伊斯蘭教教義中真主阿拉所擁有的九十九個尊名中的第一個尊名，其意思是「最仁慈的」（Most Merciful）。此外，Ar-Rahman一詞是《古蘭經》第五十五章的名稱，其意思是「最親慈的」（Most Gracious）。
統治也門南部地區的希木叶尔王国因深受猶太教影響一事而在公元四世紀決定以獨神論宗教拉黑曼教（Rahmanism）為其國教，拉黑曼教崇信獨一真神拉赫曼南（Raḥmānān）神。考古學家認為當時出生在當地的猶太教信奉者可能把拉赫曼南神等同於猶太教所崇信的上主，而移居到當地的猶太教信奉者則把拉赫曼南神視為另一位神靈。一些證據顯示這兩位原本被分別看待的神靈的形象可能被融合在一起，也有證據顯示祂們可能不被視為同一位神靈。基督教成為希米亞里特王國的國教之後，拉黑馬南一詞被用作基督教所崇信的天主所擁有的稱號之一。

#### 安拉神的形象與拉赫曼神的形象之間的關係
傳統認為，在穆罕默德先知（代表麥地那）與古萊什人（代表麥加）就《胡代比亞條約》進行談判行動時，古萊什人所派出使節蘇海勒·伊本·阿姆魯要求穆罕默德先知從條約的內容中移除「以阿-拉赫曼 阿-拉希姆──安拉 之名」（in the name of Allāh, al-Raḥmān al-Raḥīm）這段文字，對他來説，允許這段文字被寫上這個行為意味着對一神論宗教的做法的默許，作爲替代，蘇哈伊爾表示應該寫上“神啊, 以禰的名義”（In Thy Name O God）這段文字，這代表對於最高神的一般性誓言，這符合不嚴格的一神論式實踐觀念，雖然穆罕默德先知的追隨者反對這樣做，但是前者仍然同意妥協。
據傳當穆罕默德先知告訴麥加人 他們可以把真主阿拉稱為阿-拉黑曼時，麥加人感到頗為困惑，原因是他們從來沒有把拉赫曼神視為猶太教及基督教的教義中的惟一真神，反而視之為居住在也門的異教徒所崇拜的某位神祇。
宗教史學家克日什托夫·科希切爾尼亞克神父在其所寫的一篇論文中宣稱穆罕默德先知對Rḥmnn這個詞𢑥的使用同時帶有異教、猶太教及基督教的色彩，他宣稱穆罕默德先知故意透過使用亞-拉赫曼（ar-Raḥmān）這個同樣被異教、猶太教及基督教使用的、能夠被用以指稱異教神話中的神祇的詞𢑥去吸引來自於阿拉伯半島各地的異教徒及猶太教徒來接受伊斯蘭信仰，他宣稱穆罕默德先知等人認為在阿拉伯半島南部地區受到崇拜的神祇芮恩(Rhmnn)神與在阿拉伯半島北部地區受到崇拜的一位名叫瑪-安拉(Mar-Allāh)的神祇沒有分別，並且把祂們的名字都用作對於真主阿拉的稱呼之一。阿拉是日神論者聲稱穆罕默德先知把拉赫曼神的形象及安拉神的形象融合為真主阿拉的形象，故此真主(Real-lord) 在《可蘭經》（Koran）中最初被認為有三個女兒（拉特神、烏札神及瑪納特神），伊斯蘭教也保留了不少源自異教的習俗，該理論的一些認可者試圖以此證明 阿拉不是聖典所提及的真神，而是一位與眾多鎮尼有關的偽神。
然而，上述理論目前仍是邊緣理論，其仍然缺乏足夠的證據。主流學術界一般不會怎樣關注這些理論。

#### 其他關於安拉神的形象的原型的説法
有説法聲稱安拉神的形象的原型是阿喇亚（Allaah）神的形象，該説法聲稱阿喇亚神原本就被視為擁有最高地位的神祇。
一些學者認為古時的異教徒可能以安拉一詞指稱這位神祇，使得祂原有的名字逐漸被遺忘。安拉一詞的意思在當時可能是模糊的。有説法聲稱，由於安拉一詞可以被用以指稱其他許多神祇，因此使用這個詞語此舉容易造成混淆，穆罕默德先知所説的安拉神最初可能是指那位有着最高地位的、遙遠的神祇。
一些學者認為由於安拉神在神話中是一位遠離凡間的始源神，因此祂不如其職能更加接近凡人的生活的其他神祇那麼受重視。有學者認為由於安拉神在異教盛行的時期沒有被認為是猶太教及基督教所崇信的造物主，因此安拉神的形象的源頭仍然是異教化的。

#### 關於爾撒一詞的源頭的邊緣説法
有説法聲稱爾撒（ʿĪsā, 伊斯蘭教信奉者對於耶書亞辣比的稱呼）一詞可能源自印度異教神話中毘瑟笯神的名字' Viṣṇu '，毘瑟笯神被認為向世人揭示了婆羅含曼（Brahmān）神作為高神（high god）的身份，另有説法聲稱實際上是鬼魔的拉赫曼神的名字' Raḥmān '在傳入印度之後，成為了在奧義書中出現的' Braḥmān '一詞，但這與學術界主流觀點不同。很多語言學家目前仍然在爭論關於爾撒一詞的源頭的問題，而毗瑟奴（梵文:  विष्णु）這個詞𢑥的意思被認為是「完全遍入的」（all pervasive），至於吠陀教教義中由參與祭祀儀式這個行為所得的神秘力量梵早已作為一個重要的概念出現在吠陀教聖典《吠陀經》中，而非後來才出現在奧義書中。梵的名稱' Brahman '的梵文原文是' ब्रह्मन् '，其詞幹是n，主格是bráhma，一些語言學家認為這個詞𢑥源自詞根bṛh，意思是膨脹、擴展、生長、放大。在婆羅門教教義中，下梵（Brahmàn）是由能夠在天地萬物中被發現的原質所構成的自然規律，而在後來出現的印度教教義中，上梵（Brahmán）是世間萬物的本源。與梵天（Brahma）神不同，上梵不是人格化的神靈，而是遍在的終極實體，古婆羅門教所崇信的婆羅含摩（Brahmā）神在印度教興起後被認為只是上梵的具像化形式之一，印度教教內的一些教派甚至認為祂是由提毘神所造生的，並且認為前者為後者工作。

## 引用書籍
- Beaumont, Ivor Mark. . Oxford Centre for Mission Studies. 1 January 2005  [6 November 2012]. ISBN 978-1-870345-46-0.

- Cross, Frank Moore. . Harvard University Press. 1973. ISBN 0-674-09176-0.
- Day, John. . Journal for the Study of the Old Testament: Supplement Series 265. Sheffield Academic Press. 2002. ISBN 978-0-567-53783-6.
- Fleming, Daniel E. . Cambridge University Press. 2020. ISBN 978-1-108-83507-7.
- Kitz, Anne Marie. . Journal of Biblical Literature. 2019, 138 (1): 39–62. ISSN 0021-9231. doi:10.15699/jbl.1381.2019.508716.
- Lewis, Theodore J. . Oxford University Press. 2020. ISBN 978-0-19-007254-4.
- Miller, Patrick D. . Westminster John Knox Press. 2000. ISBN 978-0-664-22145-4.
- Miller II, Robert D. . Forschungen zur Religion und Literatur des Alten und Neuen Testaments 284. Vandenhoeck & Ruprecht. 2021. ISBN 978-3-647-54086-3.
- Na'aman, Nadav. . Journal of Ancient Near Eastern Religions. 2011, 11: 39–69. doi:10.1163/156921211X579579.
- Pfitzmann, Fabian. . Orientalische Religionen in Der Antike 39. Mohr Siebeck. 2020. ISBN 978-3-16-159122-8 （法语）.
- Puligandla, Ramakrishna, , New Delhi: D. K. Printworld (P) Ltd., 1997
- Shaheen, Jack G.  (PDF). Georgetown University Occasional Papers. Centre For Muslim-Christian Understanding: History and International Affairs, Georgetown University. 1997. （原始内容 (PDF)存档于2012-03-24）.
- Stone, Robert E. II. . Freedman, David Noel; Myers, Allen C.  (编). . Eerdmans. 2000. ISBN 9789053565032.

## 外部連結
- Islamic Awareness, Reply To Robert Morey's Moon-God Allah Myth: A Look At The Archaeological Evidence （页面存档备份，存于） Retrieved 21 October 2012
- Stephen Van Nattan, Is Allah the moon god as claimed by Robert Morey? （页面存档备份，存于） Retrieved 9 October 2024
- Bismika Allahuma, Do Muslims Worship Allah The Moon God? （页面存档备份，存于） Retrieved 8 July 2017
- Stephen Van Nattan, Is Allah in the Bible? （页面存档备份，存于） Retrieved 9 October 2024
- Stephen Van Nattan, The Northern Route of Allah’s Hajj from Babylon to Mecca （页面存档备份，存于） Retrieved 9 October 2024
- Stephen Van Nattan, The Southern Route of Allah’s Hajj from Babylon to Mecca （页面存档备份，存于） Retrieved 9 October 2024